# 李琚 (光王)
李琚（710年代?—737年5月25日），原名李涺。唐玄宗李隆基第八子。

## 母
劉才人，为五品才人，她和赵丽妃、皇甫德儀都是玄宗为临淄王的时候，在潞州所幸。劉才人后来是否有晋封，史书没有记载。其子光王李琚和赵丽妃子太子李瑛、皇甫德儀子鄂王李瑶同日被杀。

## 生平
开元十二年（724年），李琚封光王。十五年（727年），遥领广州都督兼五府经略大使。二十一年（733年），改名李琚。二十三年（735年），进开府仪同三司。二十五年（737年），玄宗宠妃武惠妃召喚太子李瑛、鄂王李瑶、光王李琚三兄弟與薛锈入宮，說是宮禁有盜賊。三兄弟與薛锈披甲入宮時，武惠妃卻對玄宗說三兄弟兵變，已經殺入宮內，玄宗大怒，立刻將三兄弟逮捕，薛锈被處死；在武惠妃和驸马杨洄的构陷下，四月乙丑（737年5月25日），李琚与太子李瑛、鄂王李瑶一起被废为庶人并被赐死，民间因为其三人之冤，称之为“三庶人”。宝应元年五月，唐代宗追复官爵。

## 延伸阅读
[在维基数据编辑]
 《舊唐書·卷107》，出自刘昫《舊唐書》
 《新唐書·卷082》，出自《新唐書》